# ア・ラフ・アウトライン
ア・ラフ・アウトライン("A Rough Outline: The Singles & B-Sides 95 - 03")は、イギリスのロックバンドであるブルートーンズのコンピレーション・アルバム。

## 解説
1995年の正式なデビューシングル「アー・ユー・ブルー・オア・アー・ユー・ブラインド」から、2003年の「ネバー・ゴーイング・ノーウェア」に収録されたほぼ全てのシングルA面・B面曲が網羅されているため、タイトル通りバンドの「おおまかな全体像」が理解できるアルバムとなっている。
ディスク1はシングルA面集、ディスク2とディスク3はB面集となっており、ディスク3は初回限定となっている。メンバーはB面集として発売するつもりだったが、結局レコード会社の意向でA面集とのセットで三枚組での発売となったという。ちなみに日本盤は発売されなかった。

## 収録曲

### Disc 1: The Singles
1. アー・ユー・ブルー・オア・アー・ユー・ブラインド - Are You Blue or Are You Blind?
2. ブルートニック - Bluetonic
3. スライト・リターン - Slight Return
4. カット・サム・ラグ - Cut Some Rug
5. キャッスル・ロック - Castle Rock
6. マーブルヘッド・ジョンソン - Marblehead Johnson
7. ソロモン・バイツ・ザ・ウォーム - Solomon Bites the Worm
8. イフ - If...
9. スリージー・ベッド・トラック - Sleazy Bed Track
10. 4デイ・ウィークエンド - 4-Day Weekend
11. キープ・ザ・ホーム・ファイアーズ・バーニング - Keep the Home Fires Burning
12. オートフィリア - Autophilia (Or How I Learned to Stop Worrying and Love My Car)
13. マッドスライド - Mudslide
14. アフター・アワーズ - After Hours
15. ファスト・ボーイ - Fast Boy
16. リキッド・リップス - Liquid Lips
17. ネバー・ゴーイング・ノーウェア - Never Going Nowhere

### Disc 2: The B-Sides
1. ストリング・アロング - String Along
2. コロラド・ビートル - Colorado Beetle
3. ネイ・ヘア・オント - Nae Hair On't
4. ザ・デヴィル・ビハインド・マイ・スマイル - The Devil Behind My Smile
5. ニフキンズ・ブリッジ - Nifkin's Bridge
6. シンプル・シングス - The Simple Things
7. アイ・ワズ・ア・ティーンエイジ・ジーザス - I Was a Teenage Jesus
8. アイ・ウォークト・オール・ナイト - I Walked All Night
9. ブルー・シャドウズ - Blue Shadows
10. ブルー - Blue
11. プリティ・バレリーナ - Pretty Ballerina
12. アルマゲドン - Armageddon (Outta Here)
13. ザ・フェイヴァリット・サン - The Favourite Son
14. ビー・ケアフル・ホワット・ユー・ドリーム - Be Careful What You Dream
15. ヴォストーク・オブ・ラヴ - Vostok of Love
16. ゼロ・トレランス - Zero Tolerance
17. キープ・ザ・ホーム・ファイアーズ・バーニング （USヴァーション） - Keep the Home Fires Burning (U.S. version)
18. フォック・ダ・ブレイン・ホール - Fock Da Brain Hole
19. グルーヴィー・ルソス - Groovy Roussos
20. リバース・カウ・ガール - Reverse Cow Girl
21. サファー・イン・サイレンス - Suffer in Silence
22. プラム・フェイス - Pram Face

### Disc 3: More B-Sides
1. ドリフトウッド - Driftwood
2. グラッド・トゥ・シー・ユー・バック・アゲイン - Glad To See Y'Back Again?
3. ドント・スタンド・ミー・ダウン - Don't Stand Me Down
4. ザ・ウォッチマン - The Watchman
5. ザ・バラッド・オブ・マルドゥーン - The Ballad of Muldoon
6. ミスター・ソウル - Mr. Soul
7. プリーズ・ストップ・トーキング - Please Stop Talking
8. ソート・ユード・ビー・トーラー - Thought You'd Be Taller
9. イッツ・ア・ボーイ - It's a Boy
10. スープ・デ・ジュール - Soup du Jour
11. マッドスライド （シャンディー・ウェザー・ヴァージョン） - Mudslide (Shandy Weather version)
12. セイル・オン・セイラー - Sail On Sailor
13. ウーマン・イン・ラヴ - Woman in Love
14. インギマーション - Ingimarsson
15. ムーヴ・クローサー - Move Closer
16. ビート・オン・ザ・ブラット - Beat on the Brat
17. チューギー・モンバッサ - Choogie Monbassa
18. パースウェイジョン - Persuasion
19. フリーズ・ドライド・ポップ - Freeze Dried Pop (Dumb it Up)
20. ザ・ブルートーンズ・ビッグ・スコア - The Bluetones Big Score
21. ザッツ・ライフ - That's Life

## 曲解説

### Disc 1収録曲
- M6「キャッスル・ロック」は、1995年の初来日の際に、日本で見つけたブルートーンズの海賊版の曲目のクレジットで、「Cut Some Rug」が間違って「Castle Rock」と書いてあるのを、メンバーが面白がって本当に「Castle Rock」という曲を作ってしまったとのこと[2]。ちなみに今回がアルバム初収録。

### Disc 2収録曲
- M3「ネイ・ヘア・オント」は"No Hair On Top"の意、つまり老いていくことについて歌った曲だという。
- M8「アイ・ウォークト・オール・ナイト」は、カントリーミュージシャンのハーガス・ロビンス作のカバー。
- M9「ブルー・シャドウズ」は、映画「サボテン・ブラザース」挿入歌(ランディ・ニューマン作)のカバー曲。
- M10「ブルー」は、ザ・レイン・パレードのカバー。
- M11「プリティ・バレリーナ」は、レフト・バンクのカバー。
- M12「アルマゲドン」には、バンドと親交のあるコメディアンのマット・ルーカスが参加している。

### Disc 3収録曲
- M6「ミスター・ソウル」は、バッファロー・スプリングフィールドのカバー。
- M10「スープ・デ・ジュール」は、エズ・チェスターズがボーカルをとる唯一の曲。フランス語で歌われている。
- M12「セイル・オン・セイラー」は、ビーチ・ボーイズのカバー。
- M13「ウーマン・イン・ラヴ」は、バーブラ・ストライサンドのカバー。
- M15「ムーヴ・クローサー」は、フィリス・ネルソンのカバー。ボーカルの回転数を落としている。
- M16「ビート・オン・ザ・ブラット」は、ラモーンズのカバー。
- M21「ザッツ・ライフ」は、フランク・シナトラのカバー。